# Kladare
Kladare falu Horvátországban Verőce-Drávamente megyében. Közigazgatásilag Pitomacsához tartozik.

## Fekvése
Verőcétől légvonalban 20, közúton 24 km-re, községközpontjától 3 km-re északnyugatra, Nyugat-Szlavóniában, a Drávamenti-síkságon fekszik. A megye egyik legnyugatibb települése. Átszeli a Varasdot Eszékkel és Vukovárral összekötő 2-es számú főút. Központjának domináns épületei a kápolna, az iskola és a közösségi ház.

## Története
A falu keleti részén 1989-ben talált 14. és 16. század közötti keltezésű régészeti leletek, főként cseréptöredékek alapján a település területe már a középkorban is lakott volt. Lehet, hogy ez a falu a gorbonoki uradalomban 1494-ben és 1506-ban is említett „Oresya, Oressya” nevű település volt. Valószínűleg Verőce várának eleste után 1540-ben pusztította el a török. Miután 1684-ben Verőcét felszabadították a török uralom alól Kapronca, Kőrös, Szentgyörgyvár vidékéről, valamint Szlavónia, Magyarország és Ausztria, a török megszállástól felszabadított területeiről új lakosságot telepítettek be. A település 1733-ban említik először írásos forrásban, amikor 40 háztartást számláltak itt. Ez a régi település azonban nem a mai helyen, hanem attól északra egy kis dombon állt, ahol ma is találhatók tűzvészben elpusztult maradványai. Nevét általában a „klada” (rönk) főnévből magyarázzák, mert a település az itteni erdők kiirtásával keletkezett.
1758-ban a szentgyörgyvári határőrezred alapításakor az ezred hatodik századának székhelye Pitomacsa lett. 12 település tartozott hozzá: Velika és Mala Črešnjevica, Sesvete Podravske, Suha Katalena, Kloštar Podravski, Kozarevac, Sedlarica, Grabrovnica, Otrovanec, Dinjevac, Kladare és Pitomacsa. Minden településen katonai őrállás volt a megfelelő személyzettel ellátva. Az első katonai felmérés térképén „Dorf Kladare” néven találjuk. Lipszky János 1808-ban Budán kiadott repertóriumában „Kladare” néven szerepel. Nagy Lajos 1829-ben kiadott művében „Kladare” néven 62 házzal, 394 katolikus vallású lakossal találjuk. 1871-ben megszüntették a katonai közigazgatást és Belovár-Kőrös vármegye Szentgörgyvári járásának része lett.
A településnek 1857-ben 404, 1910-ben 740 lakosa volt. 1910-ben a népszámlálás adatai szerint lakosságának 99%-a horvát anyanyelvű volt. Az I. világháború után 1918-ban az új szerb-horvát-szlovén állam, majd később (1929-ben) Jugoszlávia része lett. Önkéntes tűzoltóegyletét 1930-ban alapították. A II. világháború idején a lakosság sokat szenvedett mind az usztasák, mind a partizánok által elkövetett üldöztetéstől és elhurcolástól. 1941 és 1945 között a németbarát Független Horvát Állam része volt. A háború után a település a szocialista Jugoszláviához tartozott. Az új közigazgatási felosztásban előbb a szentgyörgyvári, majd 1955-től a verőcei járáshoz tartozott. 1962-ben Szentgyörgyvár nagyközség része lett. A kommunista uralom idején sok embertől vették el a földjét és sokan távoztak, hogy Nyugat-Európában munkát vállaljanak. 1991-ben lakosságának 99%-a horvát nemzetiségű volt. 1993-tól újra Verőce-Drávamente megye része. 2011-ben a településnek 467 lakosa volt.

## Lakossága
| Lakosság változása | Lakosság változása | Lakosság változása | Lakosság változása | Lakosság változása | Lakosság változása | Lakosság változása | Lakosság változása | Lakosság változása | Lakosság változása | Lakosság változása | Lakosság változása | Lakosság változása | Lakosság változása | Lakosság változása | Lakosság változása |
| ------------------ | ------------------ | ------------------ | ------------------ | ------------------ | ------------------ | ------------------ | ------------------ | ------------------ | ------------------ | ------------------ | ------------------ | ------------------ | ------------------ | ------------------ | ------------------ |
| 1857               | 1869               | 1880               | 1890               | 1900               | 1910               | 1921               | 1931               | 1948               | 1953               | 1961               | 1971               | 1981               | 1991               | 2001               | 2011               |
| 404                | 485                | 497                | 615                | 691                | 740                | 748                | 752                | 703                | 679                | 647                | 614                | 575                | 540                | 523                | 467                |

## Nevezetességei
Mária mennybevétele tiszteletére szentelt római katolikus kápolnáját 1932-ben építették. Két barokk szobra (Szent Izidor és Keresztelő Szent János) a tűzvészig a pitomacsai plébániatemplomban állt. Oltárát 1930-ban készítették. A kápolna előtti keresztet 1904-ben emelték azon helyen, ahol már a 19. század elején is kereszt állt.
1998-ban emlékművet emeltek a honvédő háborúban elesett két helyi harcosnak Petar Jurišnak és Zdravko Pankaznak az emlékére.

## Gazdaság
A település lakói közül ma is sokan dolgoznak a mezőgazdaságban. Több vállalkozás is található itt, többségük az ipari övezetben kapott helyet.

## Kultúra
A falu kulturális életében kiemelkedik az 1980-ban alapított „Kladarke” nőegylet, amely kézimunka kiállítások szervezése mellett fő szervezője a Nagyboldogasszony-napi folklórszemlének. A településen műterme van a neves festőművésznek Stjepan Ivanecnek.

## Oktatás
A pitomacsai elemi iskolának alsó tagozatos területi iskolája működik itt. Az iskola épülete 1912-ben épült, még mindig jó állapotban van.

## Sport
A település szépen rendezett futballpályával rendelkezik, mely az 1961-ben alapított NK Sloga labdarúgóklub sporttelepe.